# کوروش تشت‌زر
کوروش تشت‌زر یک بازیکن فوتبال ایرانی است. تشت‌زر سابقه بازی در تیم‌های جوانان استقلال، استقلال، کشاورز و سایپا را دارد.

## جوانان
تشت‌زر فوتبال جوانان را از ۱۳۶۵ و زیر نظر اردشیر لارودی شروع کرد. پی در فصل ۱۳۶۷ بازیکن تیم جوانان استقلال بود.

## دوران حرفه‌ای
تشت‌زر از ۱۳۶۷ تا ۱۳۷۰ در استقلال بازی کرد. در ۱۳۷۰ به کشاورز پیوست و دو فصل برای این تیم بازی کرد و سپس در ۱۳۷۲ به استقلال بازگشت و پس از ۳ فصل حضور در این تیم به تیم سایپا رفت.

### در استقلال
کوروش تشت‌زر جمعاً ۷۹ بار برای استقلال به میدان رفت و در این بازیها موفق به زدن دو گل برای استقلال شد.
وی  در بازی برگشت  نیمه نهایی لیگ فوتبال ایران مقابل ملوان برای دقایقی بازی کرد، این بازی با ۴ گل به سود آبی پوشان به پایان رسید.

### حواشی دوران حرفه‌ای
تشت‌زر از نخستین چهره‌های جذاب فوتبال ایران در اواخر دهه ۱۳۶۰ و اوائل دهه ۱۳۷۰ بود و این مسئله همواره برای او حاشیه ایجاد می‌کرد.

## زندگی شخصی
تشت‌زر هم اکنون ساکن کانادا است.

## افتخارات
استقلال تهران
قهرمان لیگ فوتبال ایران ۶۹–۱۳۶۸
قهرمان جام حذفی فوتبال ایران ۷۵–۱۳۷۴
قهرمان سوپر جام تهران ۱۳۷۳